# Seret (přítok Dněstru)
Seret (ukrajinsky Серет) je řeka na západní Ukrajině (Lvovská a především Ternopilská oblast. Je 248 km dlouhá. Povodí má rozlohu 3900 km².

## Průběh toku
Pramení v Podolské vysočině v nadmořské výšce 400 m. Na horním toku se jmenuje Pravý Seret. Ústí zleva do Dněstru.

## Vodní stav
Zdrojem vody jsou převážně sněhové srážky. Průměrný průtok vody ve vzdálenosti 77 km od ústí činí 12 m³/s. Ledy se na řece objevují od poloviny listopadu do začátku dubna, ale ne každý rok.

## Využití

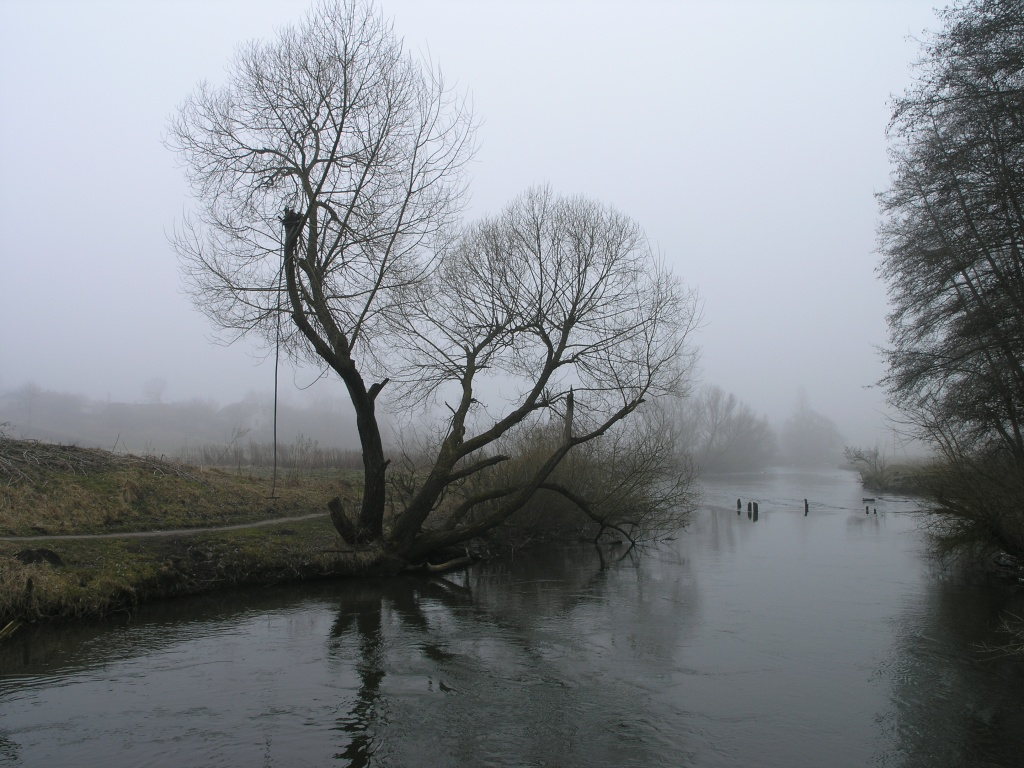
Seret poblíž Ternopilu

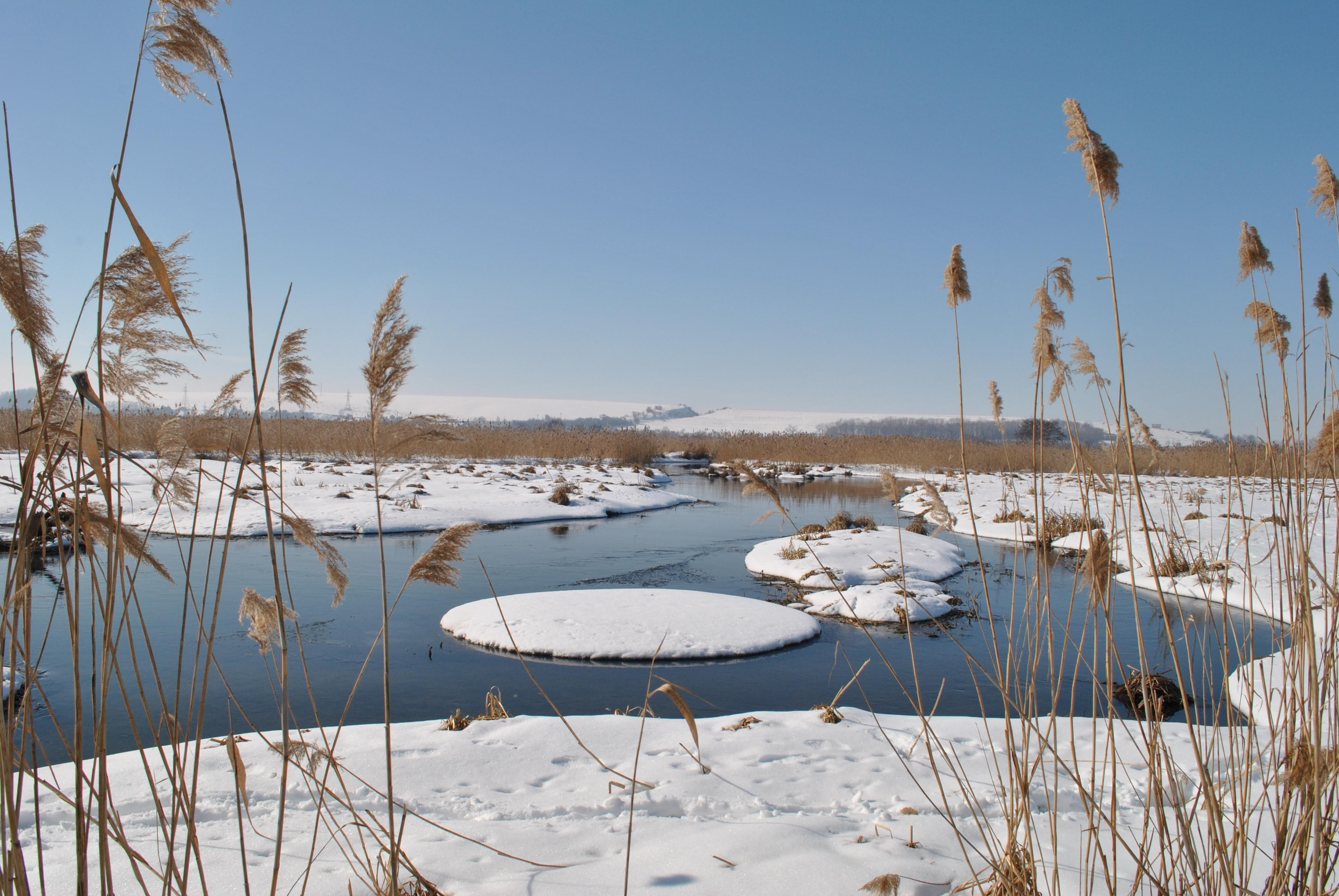
Seret poblíž Ternopilu

Na řece bylo vybudováno osm malých vodních elektráren a u nich vnikly přehradní nádrže. Větší města, jimiž řeka protéká, jsou Ternopil, Terebovlja a Čortkiv.

## Historie
V roce 1916 probíhaly na březích řeky boje I. světové války.